# بيرانجوسو
بيرانجوسو بلدية في ولاية ميناس جيرايس في المنطقة الجنوبية الشرقية من البرازيل.